# جون فوكوا
جون فوكوا (بالإنجليزية: John Fuqua)‏ هو لاعب كرة قدم أمريكية أمريكي، ولد في 12 سبتمبر 1946 في ديترويت في الولايات المتحدة.

## وصلات خارجية
- جون فوكوا على موقع مرجع كرة القدم المحترفة.كوم (الإنجليزية)